# اشپیتسوگ ۵۴۹۳
سیارک ۵۴۹۳ (به انگلیسی: 5493 Spitzweg، نامگذاری:1617T-2) پنج هزار و چهارصد و نود و سومین سیارک کشف شده‌است که در ۲۴ سپتامبر ۱۹۷۳ کشف شد.
قدر مطلق سیارک برابر ۱۳٫۷۰ است.